# Chapelle de la Providence

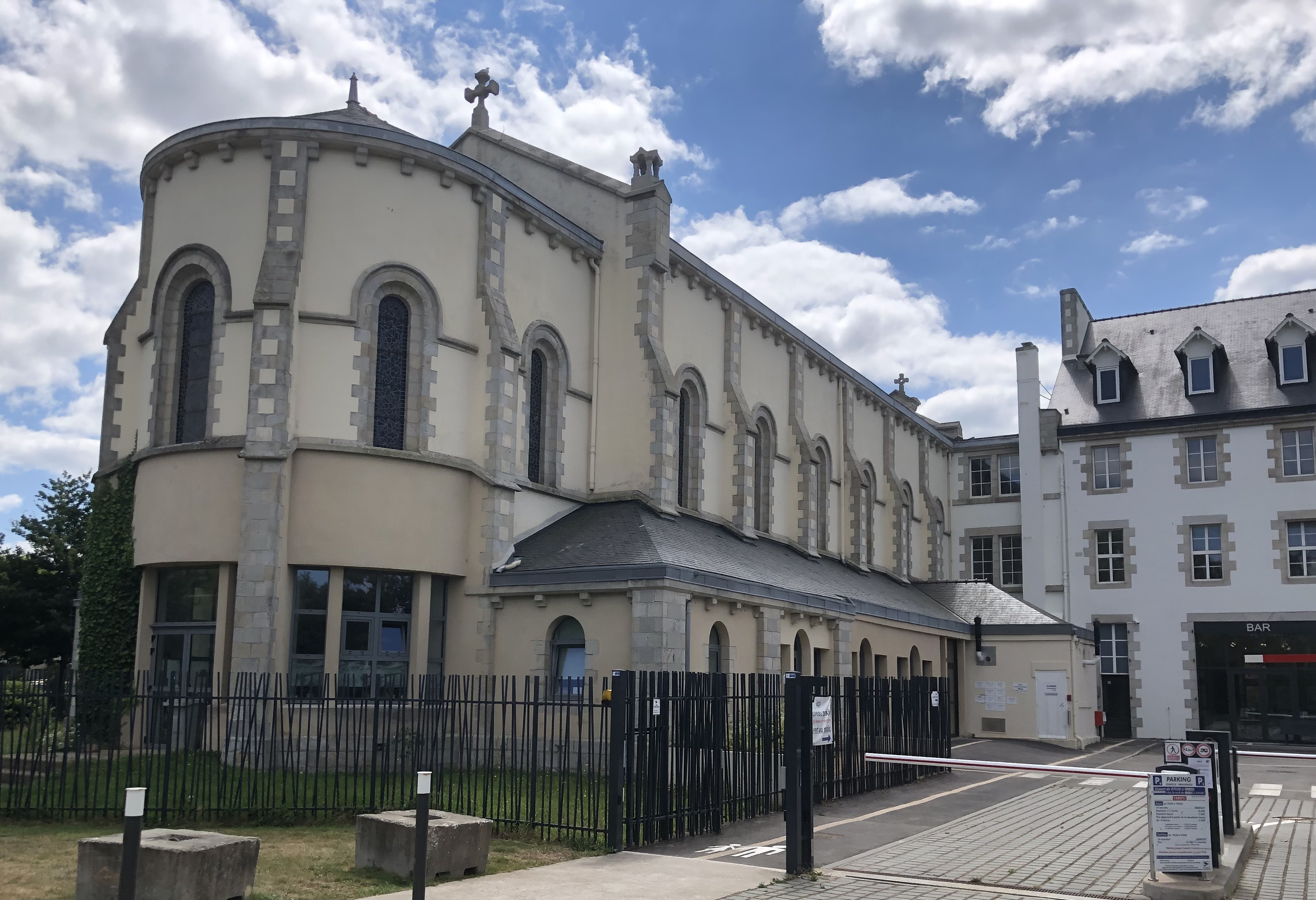
Kapelle 2022

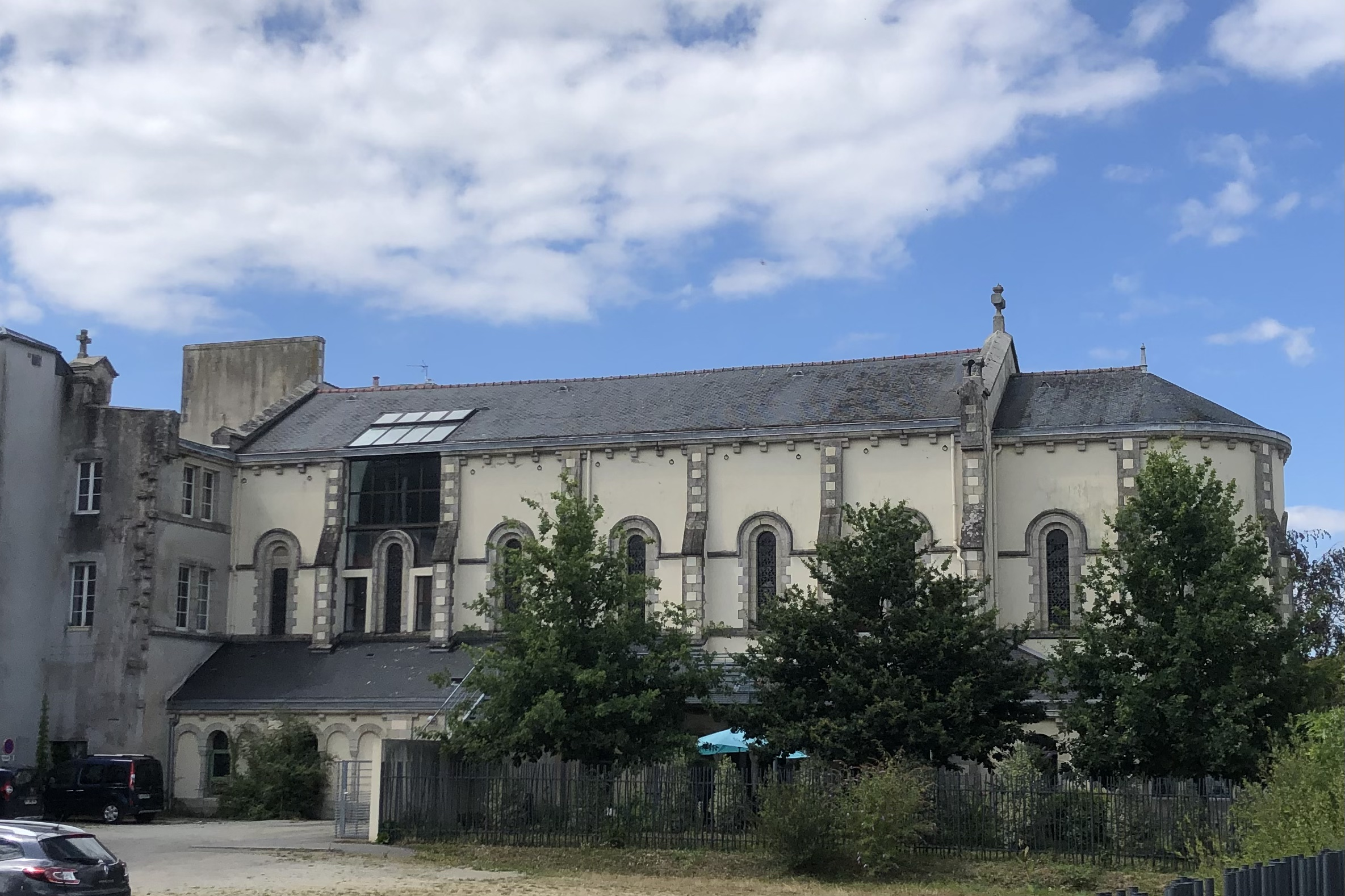
Blick von Südosten

Die Chapelle de la Providence („Kapelle der Vorsehung“) ist eine Kapelle in Quimper in der Bretagne in Frankreich. Die Kapelle und die angrenzende Bebauung dient heute als nicht religiöser Veranstaltungsraum und für gewerbliche Zwecke.

## Lage
Die Kapelle befindet sich nordwestlich des historischen Stadtzentrum von Quimper auf der Ostseite der Straße Rue de la Providence an der Adresse 11 Parc Providence.

## Geschichte und Architektur
Im Jahr 1840 wurde ein Kloster errichtet, das von der Kongregation der Schwestern der Ewigen Anbetung genutzt wurde. Von 1869 bis 1872 erfolgte der Anbau der Kapelle, die am 6. November 1872 geweiht wurde. Die Pläne für die auf rechteckigem Grundriss errichtete Kapelle gingen auf den aus Brest stammenden Kerautret zurück. Später wurde die Anlage als Altersheim der Stiftung Massé-Trévidy genutzt. Im Jahr 2012 wurde das Altersheim in den Stadtteil Kerfeunteun verlegt. Der Umzug war im Zuge der Umsetzung des Plans zur Hochwasservorsorge erforderlich geworden. 2018 erwarben Emmanuel und Géraldine Blain das Objekt, nachdem sechs Jahre nach einem Käufer gesucht worden war und begannen es zu einem Gewerbezentrum umzubauen. Im Erdgeschoss des ehemaligen Altenheims wurden 14 Büro- bzw. Praxisräume eingerichtet. Außerdem entstand ein Restaurant L’officine mit einer Fläche von 350 m². Die Kapelle selbst wird als Veranstaltungsraum genutzt. Im Umfeld entstand ein Parkhaus mit 49 Plätzen.